# Parque do Flamengo
Het Parque do Flamengo is het grootste publieke park in Rio de Janeiro, Brazilië. Het park ligt langs de Baai van Guanabara in de wijk Flamengo. Het park is ontworpen door Lota de Macedo Soares en Roberto Burle Marx.

Bouw van de Flamengo Aterro (1960)

## Sport
Het park is een locatie met veel sportactiviteiten. Meerdere marathons vertrekken vanuit het park, en de UCI-wielerwedstrijd Rio's Cycling Race loopt voornamelijk door het park. De Olympische Zomerspelen 2016 zullen ook deels in het park plaatsvinden, onder andere voor atletiek en het wegwielrennen.